# Рюкюйски саламандър
Рюкюйските саламандри (Cynops ensicauda) са вид земноводни от семейство Саламандрови (Salamandridae).
Срещат се на няколко от островите Рюкю в Япония.
Таксонът е описан за пръв път от американския зоолог Едуард Хелоуел през 1861 година.

## Подвидове
- Cynops ensicauda ensicauda
- Cynops ensicauda popei